# Kalimba

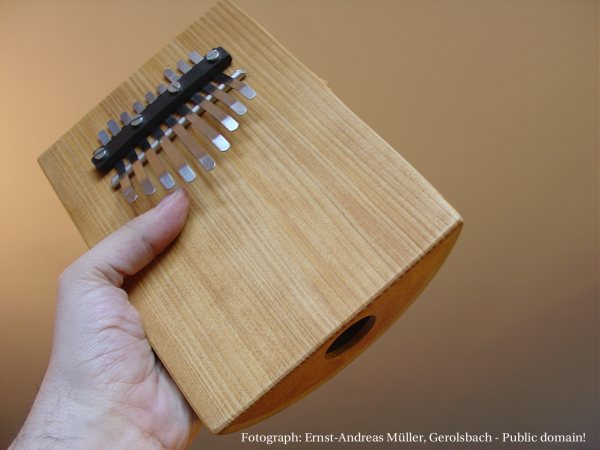

A Kalimba ou Mbira é um instrumento musical pertencente à família dos lamelofones, sendo da categoria dos idiofones dedilhados. Os primeiros lamelofones surgiram no Vale de Zambeze, próximo ao atual Zimbábue, na África Subsaariana. Eram feitos de materiais como madeira da palmeira de ráfia e outras matérias vegetais; datam de cerca de 1000 a.C. Posteriormente, se espalhou pela África, desenvolvendo características diferentes, como o número de teclas e se são utilizados materiais acoplados às teclas para alterar o som.